# Tintin (szereplő)

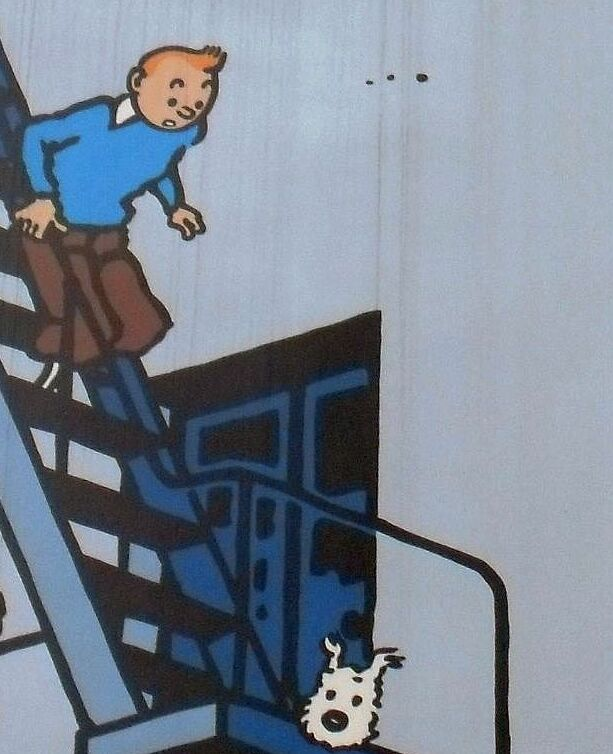
Tintin és és kutyája, Milu

Tintin (németül: Tim, a holland és afrikaans verzióban Kuifje) Hergé belga képregényszerző Tintin kalandjai című képregénysorozatának kitalált fiú főszereplője.

## A szereplő története
Tintin először a Tintin a szovjetek földjén című képregényben jelent meg, a belga Le Vingtième Siècle hetilap gyermekmellékletében, a Le Petit Vingtième-ben. 
Tintin fizikailag igencsak erősnek tűnik, hiszen néha a bűnözőket nehézségek nélkül verte le, és könnyedén betört egy ajtót Az Unikornis titká-ban.
Hergé soha nem határozta meg Tintin állampolgárságát, de homályosan utalt arra, hogy belga, és Brüsszelben él (a belga főváros utcái megjelennek Az Unikornis titka és a Vörös-tenger cápái című albumokban, továbbá a Tintin Tibetben című képregényben Tintin levelet kap Chang barátjától, ami így van megcímezve: "比國布魯塞爾", azaz Brüsszel, Belgium).
Hergé sosem említette Tintin életkorát, de a képregények ábrázolása szerint a korai húszas éveiben jár.
A korábbi kalandok során Tintin és kutyája, Milu egyedül laknak egy lakásban, de végül a Moulinsart kastélyban maradnak, Haddock kapitánnyal.
Az Unikornis titka című történetben Tintin útlevele 1929-re állítja a születési évét, amely az első megjelenése volt A szovjetek földjén. Ezek szerint 15 évesnek kellene lennie.
Tintin jól képzett, intelligens, jó erkölcsű személy, aki nem veszélyeztethető. Hatékony és felelősségteljes, nem dohányzik, ritkán iszik, és sportos (a sorozat során többször is jógázik, különösen a Naptemplomban.) Szinte minden járművet tud vezetni, beleértve a repülőgépeket, motorkerékpárokat, autókat, helikoptereket, motorcsónakokat és a tankokat. 
Az utolsó, a szerző halála miatt befejezetlenül maradt Tintin-kaland, a Tintin és az Alph-Art-ban láthatjuk, hogy Tintint kivezetik a cellájából, hogy kivégezzék, bár nagyon valószínűtlen, hogy a történet végén meghal.
Mindössze két Tintin-kaland létezik, ahol nem szerepelnek negatív karakterek[forrás?], ezek a Castafiore-smaragd, és a Tintin Tibetben.

## Karakter
„Öt perc alatt eljutott hozzám Tintin karaktere, és a kalandok ötlete, amikor először készítettem egy rajzot a főhős alakjáról: ez azt jelenti, hogy nem tükrözte az ifjúságomat, sőt az álmaimat sem, bár lehet, hogy gyerekként elképzeltem magam egyfajta Tintin szerepében.[forrás?]”

– Hergé

Tintint jól körülölelt, mégis nyitott karakterként mutatják be, megjegyezve, hogy meglehetősen semleges a személyisége. 
Más karakterekkel ellentétben, mint Haddock kapitány vagy Tournesol professzor, Tintinnek nincs felismerhető háttértana. Haddocktól és Tournesoltól eltérően, Tintin gyökerei sohasem kerültek megvitatásra. A társai találkoznak régi barátaikkal, mint Chester kapitány vagy Bergamotte professzor, ám Tintin csak olyan barátokkal vagy ellenségekkel találkozik, akikkel az előző kalandokban ismerkedett meg. 
Bár valószínűtlennek tűnik, hogy az utolsó történet végén meghal, sorsa valószínűleg örökre ismeretlen marad.

## Fordítás
- Ez a szócikk részben vagy egészben  a   Tintin (character) című angol Wikipédia-szócikk fordításán alapul.  Az eredeti cikk szerkesztőit annak laptörténete sorolja fel. Ez a jelzés csupán a megfogalmazás eredetét és a szerzői jogokat jelzi, nem szolgál a cikkben szereplő információk forrásmegjelöléseként.